# U-Bahnhof Duomo (Neapel)
Der Bahnhof Duomo („Dom“) ist ein Tunnelbahnhof der U-Bahn Neapel. Er befindet sich auf der Linie 1 unter dem piazza Nicola Amore, an der Kreuzung mit der Via Duomo.
Der Bahnhof gehört zu den sogenannten Stazioni dell’arte („Kunstbahnhöfen“), also zu einer Gruppe von besonders prächtig ausgestatteten Bahnhöfen, und wurde von Massimiliano Fuksas gestaltet.

## Geschichte
Der Bahnhof Duomo wurde am 6. August 2021 in Betrieb genommen.

## Anbindung
| Linie   | Verlauf |
| ------- | --- |
| Linie 1 | Piscinola – Chiaiano – Frullone – Colli Aminei – Policlinico – Rione Alto – Montedonzelli – Medaglie d’Oro – Vanvitelli – Quattro Giornate – Salvator Rosa – Materdei – Museo – Dante – Toledo – Municipio – Università – Duomo – Garibaldi |